# Frühstücksflocken

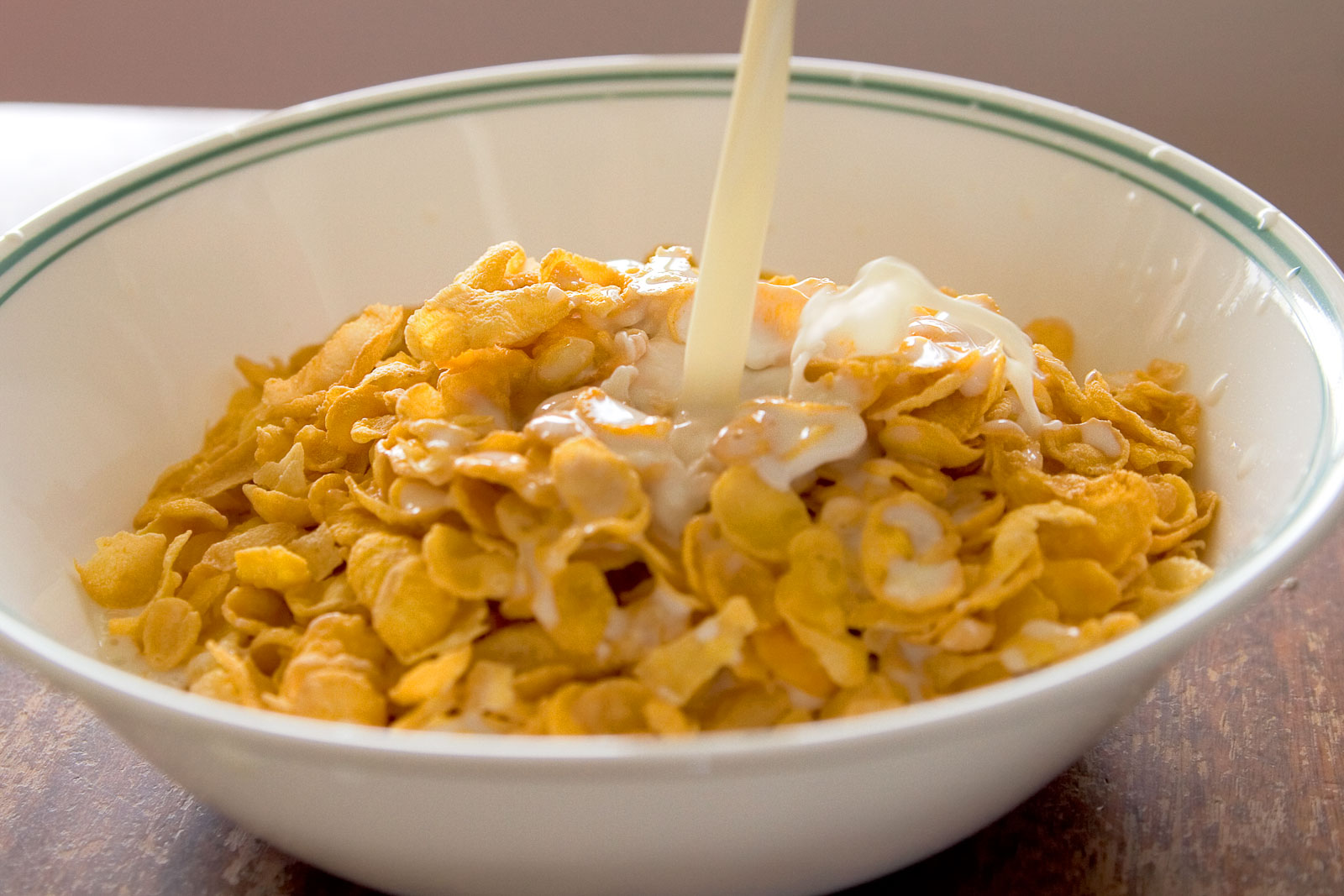
Cornflakes mit Milch

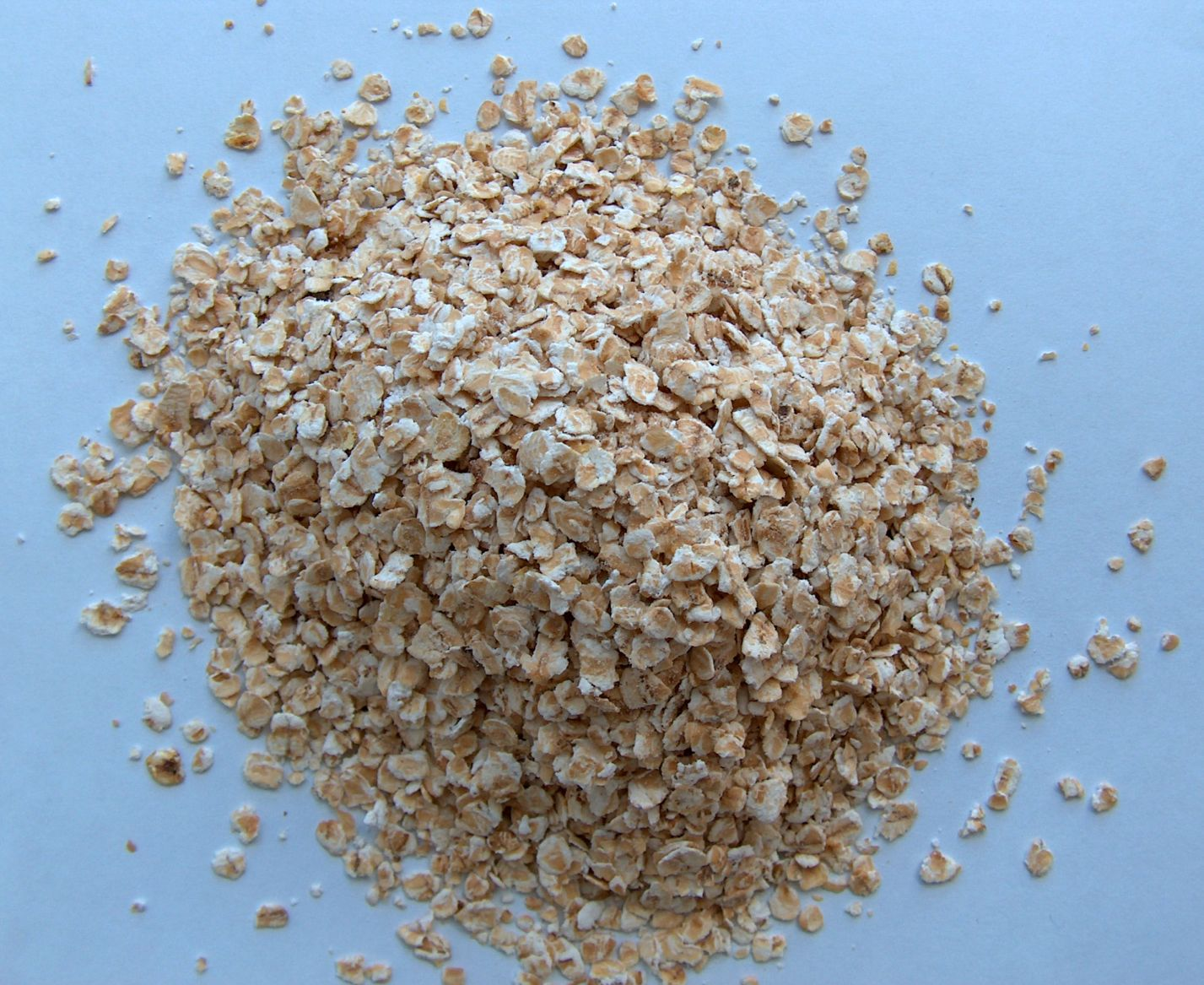
Zarte Haferflocken

Frühstücksflocken, Frühstückscerealien oder Zerealien sind Getreideprodukte, die mit Wasser, Fruchtsaft, Kuh- oder Pflanzenmilch aufgegossen werden und einen Brei ergeben. Traditionelle Produkte sind Cornflakes, Haferflocken und Müsli. Heute stellt die Lebensmittelindustrie eine Vielzahl weiterer gezuckerter Produkte her.

## Arten und Zutaten
Unter den im Handel erhältlichen Produkten lassen sich verschiedene Arten unterscheiden. Hauptbestandteil sind dabei die Getreidearten Hafer, Weizen, Mais, Dinkel, Gerste, Roggen und Reis. Darüber hinaus werden auch Pseudogetreide wie Amarant, Quinoa und Buchweizen eingesetzt. Die Bezeichnungen sind ungeschützt und werden nicht im Deutschen Lebensmittelbuch beschrieben.

### Müsli
Fertige Müslimischungen bestehen zumeist aus Haferflocken, Flocken aus anderen Getreidesorten und weiteren Zutaten. Sie können alle im Folgenden aufgezählten Produkte enthalten.

#### Früchtemüsli
Früchtemüsli enthält zusätzlich getrocknete Früchte, beispielsweise Rosinen und anderes Trockenobst.

#### Knuspermüsli
Für den Knuspereffekt (häufiger Namensbestandteil englisch Crisp) werden die Haferflocken oder andere Bestandteile mit Zucker überzogen.

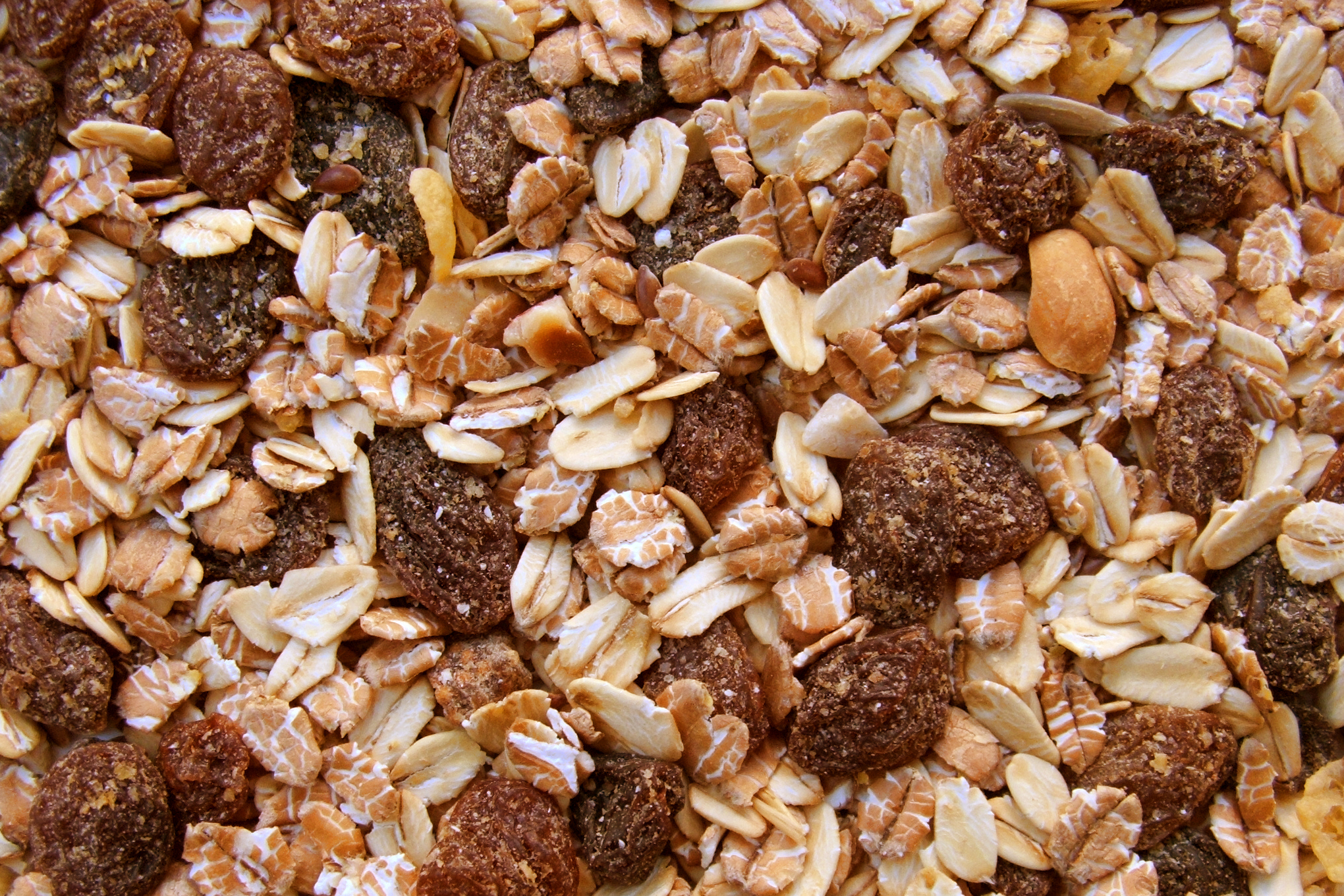
Früchtemüsli
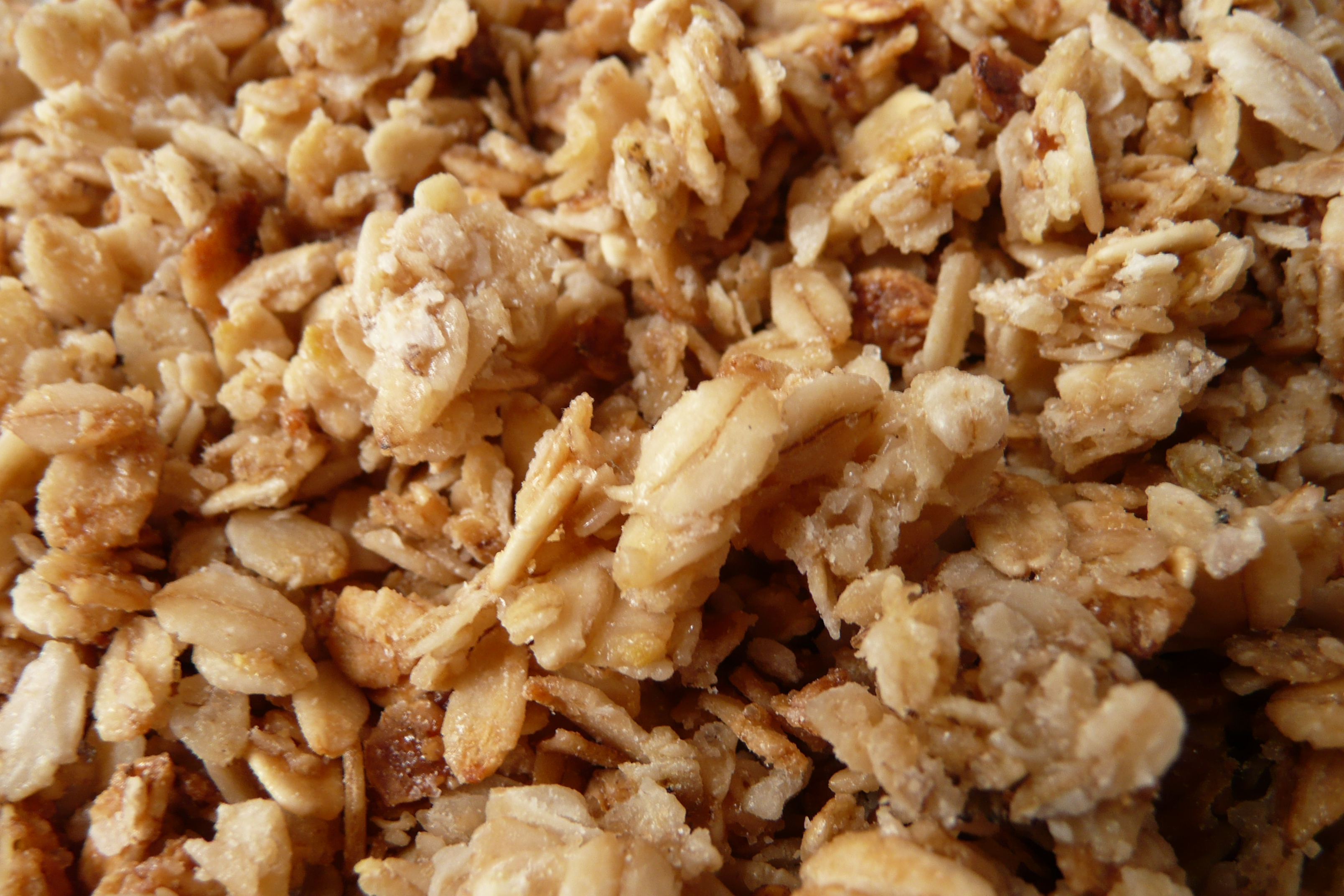
Knuspermüsli

### Knusprige Getreideerzeugnisse

#### Flakes
Flakes werden in zwei verschiedenen Verfahren hergestellt. Im konventionellen Verfahren werden dafür Getreidekörner grob zerkleinert. Daraus entstehen die sogenannten Grits, die mit Malz, Zucker und Salz gekocht und anschließend zu Flocken ausgewalzt und geröstet werden. Dies entspricht der klassischen Herstellung von Cornflakes.
Flakes können auch durch Extrusion hergestellt werden. Bei diesem Verfahren wird eine Masse aus Getreidegrieß gekocht, welche unter Druck durch einen Extruder gepresst wird. Die Extrudate werden dann häufig Extrudierte Zerealien genannt.

##### Cornflakes
Cornflakes bestehen aus gekochtem, gewalztem und anschließend getrocknetem Mais. Sie sind häufig mit Zucker überzogen, beispielsweise Frosties.
Neben Geschmacksgründen bleiben sie dadurch in der Milch länger knusprig.

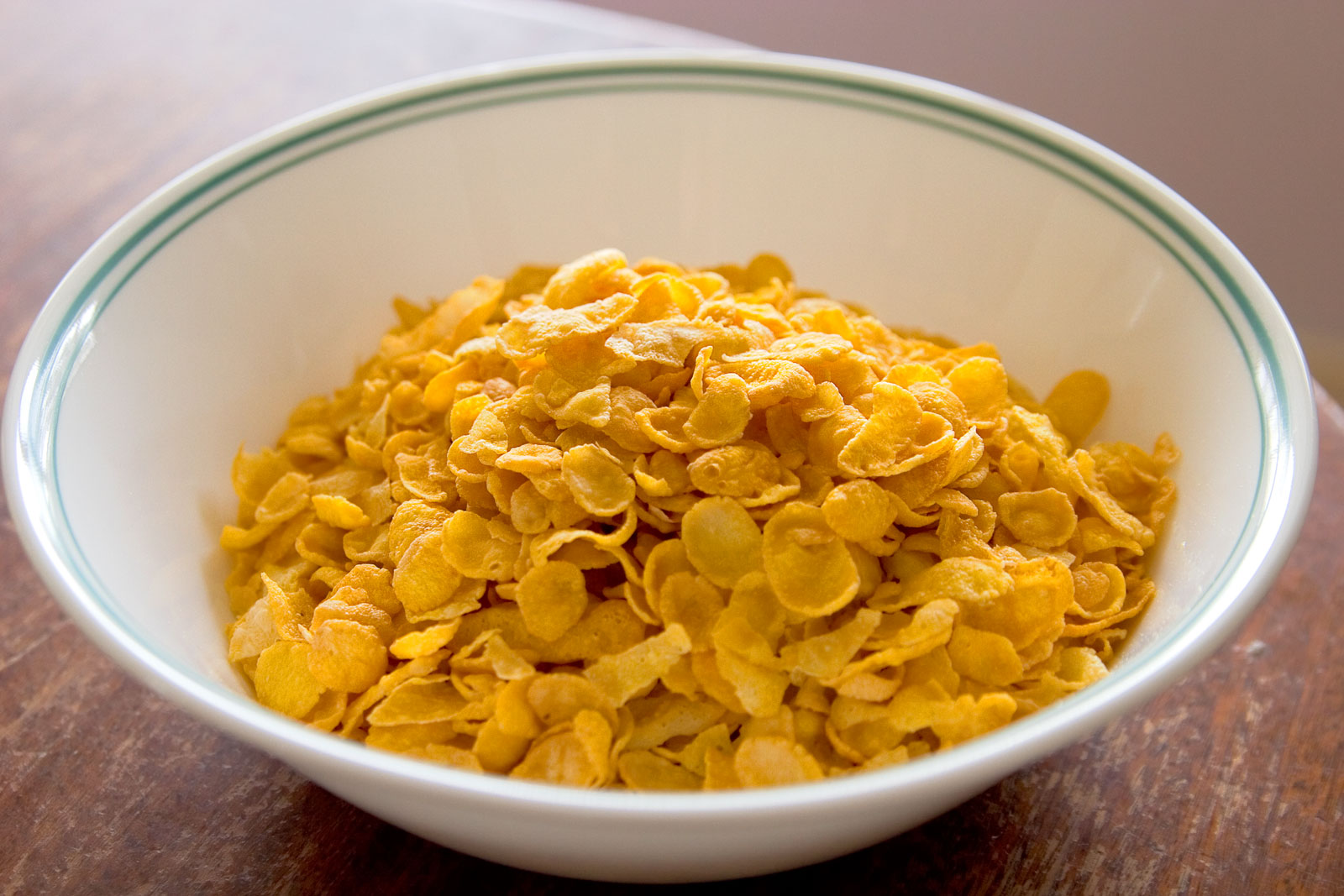
Cornflakes

##### Extrudate

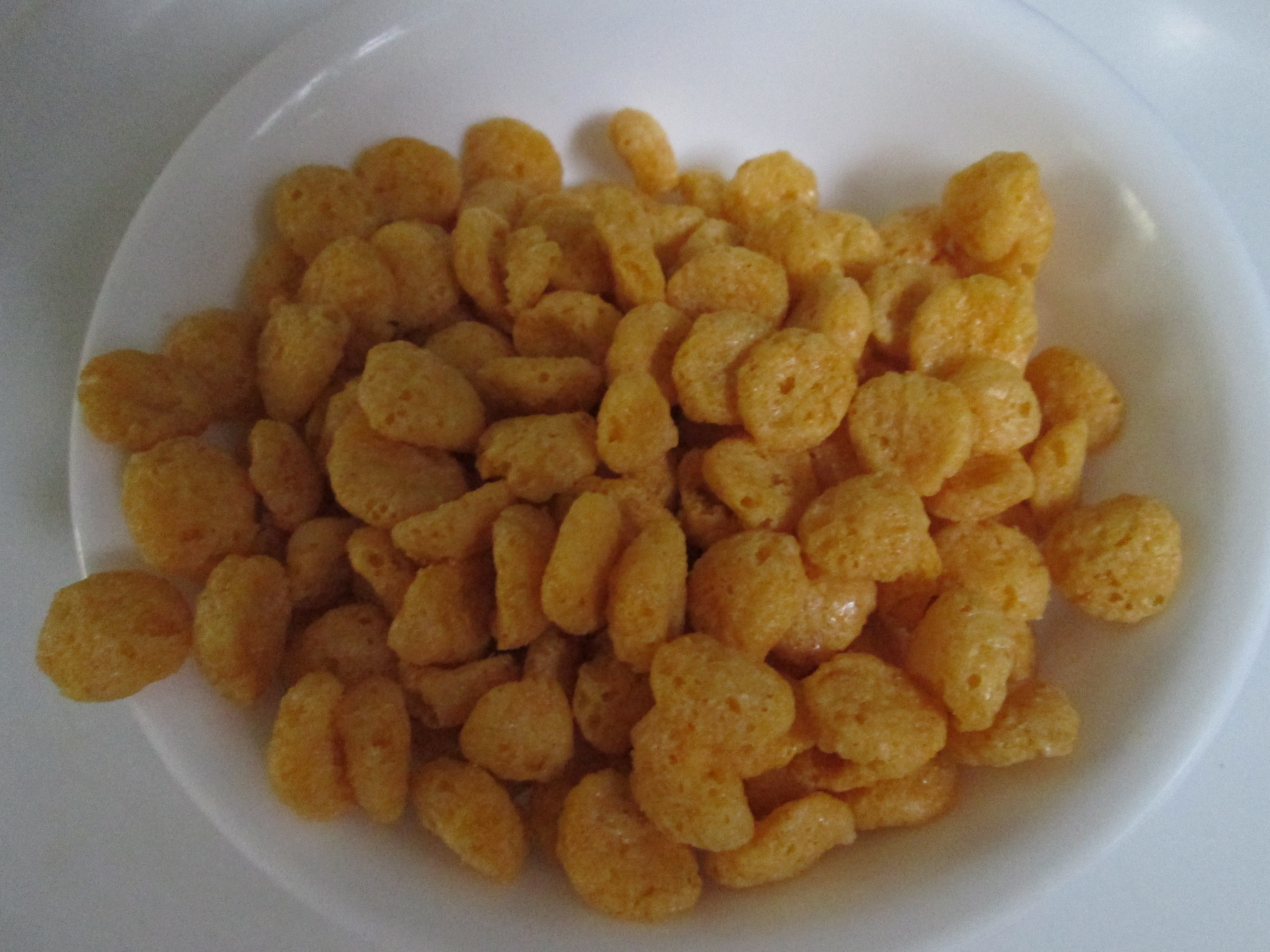
Extrudierte Flocken
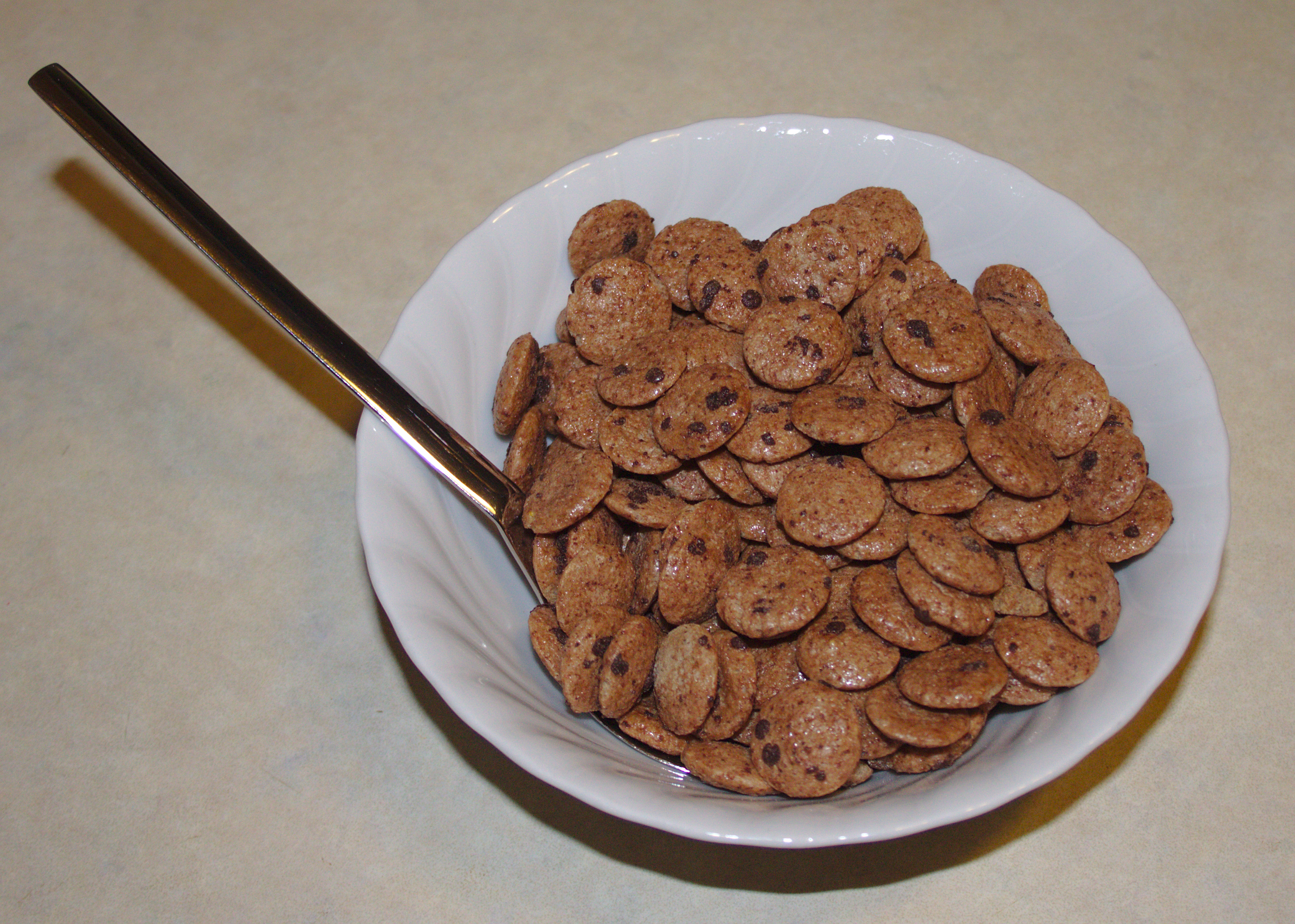
Extrudierte Crisps mit Schokolade
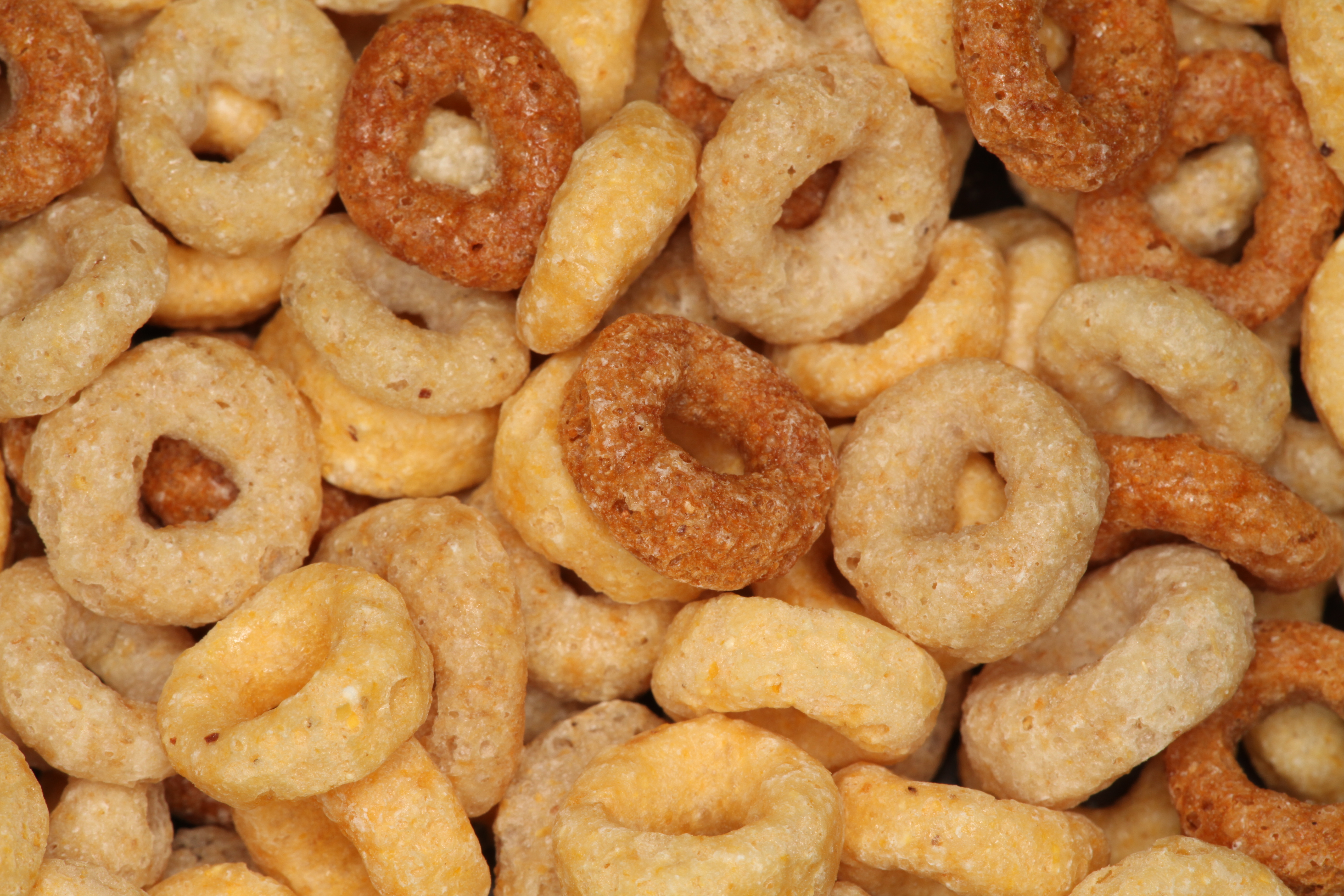
Cheerios

#### Gepuffte Flocken bzw. Zerealien
- Puffreis: Beispiel: Rice Krispies
- Amarant: Gepuffter Amarant ist namensgebender Bestandteil vieler Amaranth-Müslis, deren Hauptbestandteil Haferflocken sind.
- Quinoa
- Weizen: Beispiel: Smacks, Wheats

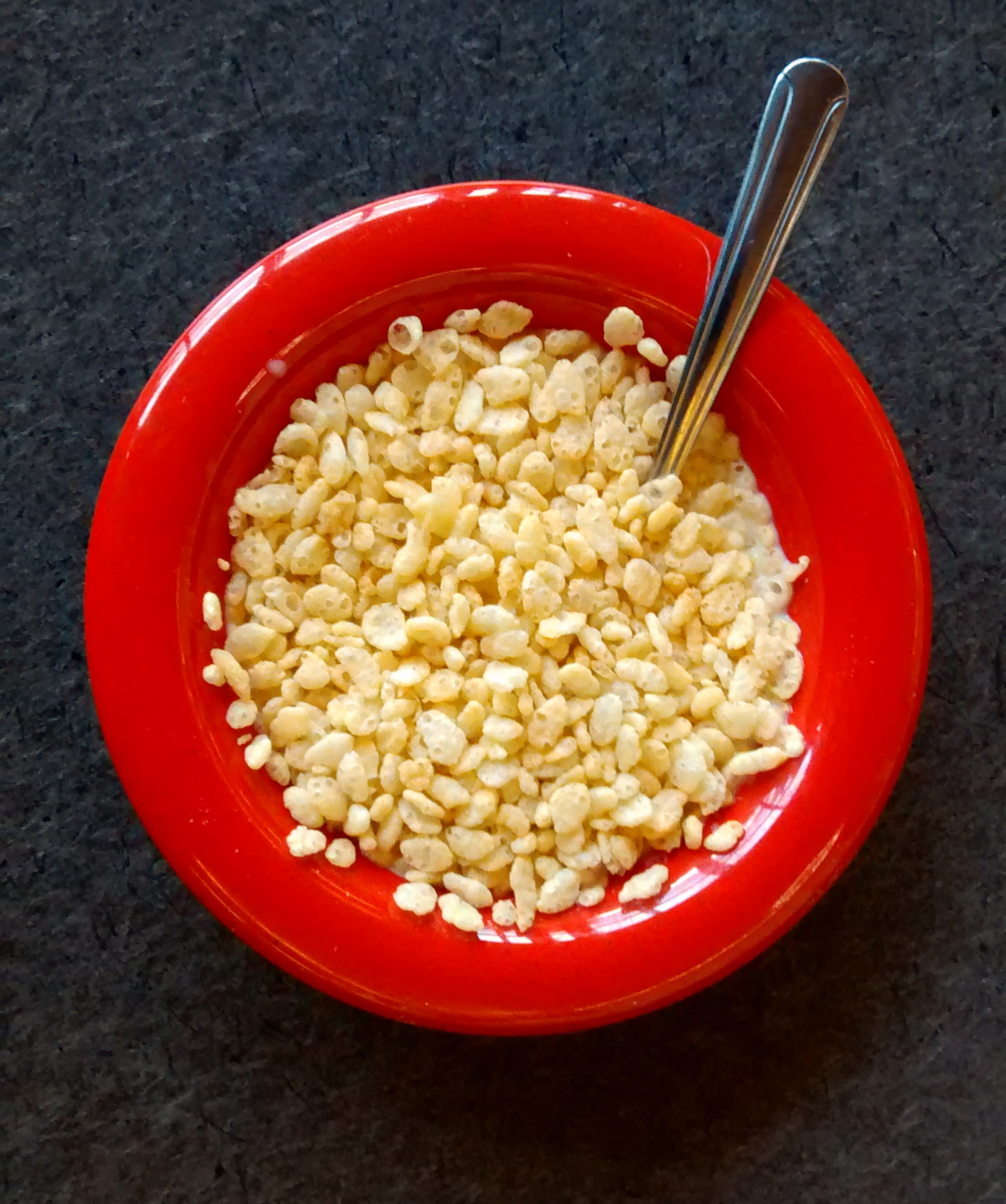
Kellogg’s Rice Krispies
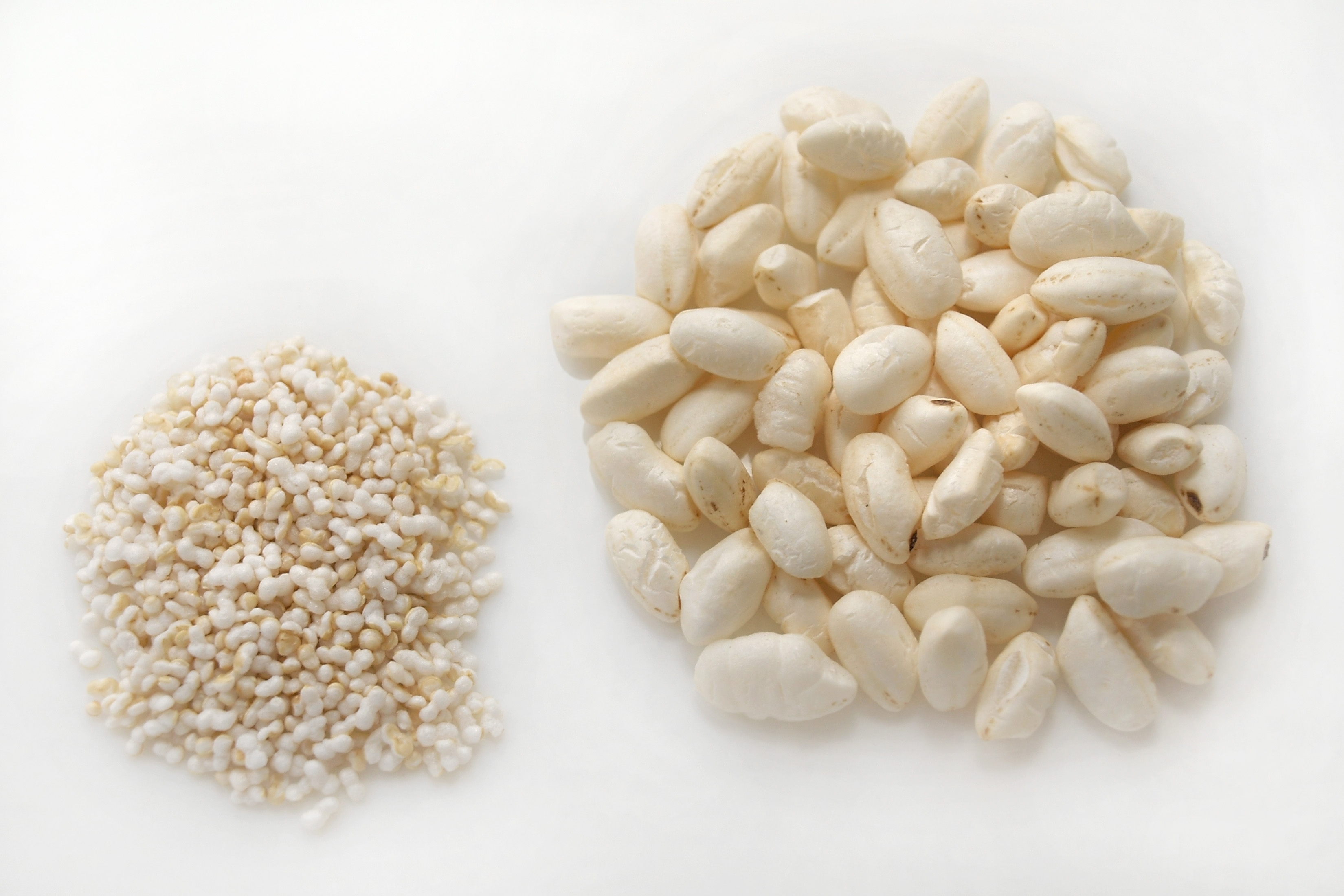
Gepuffter Amarant und Puffreis
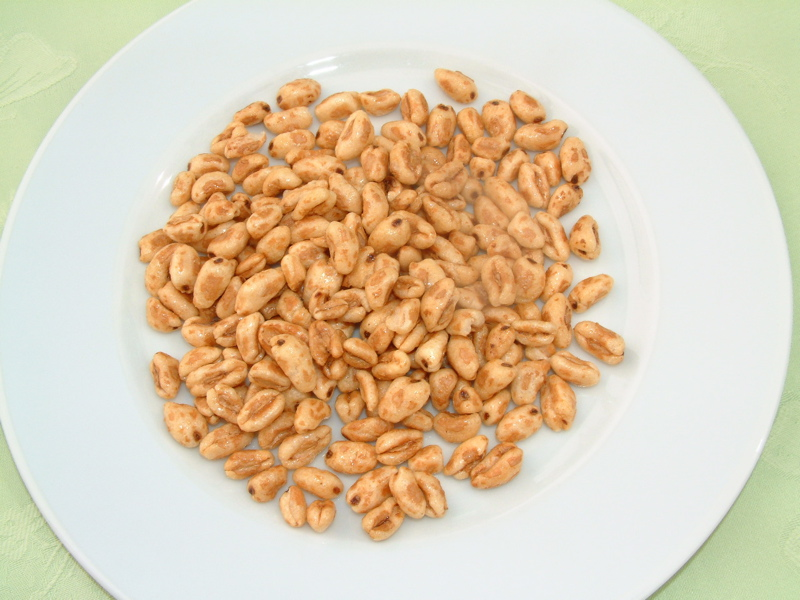
Puffweizen
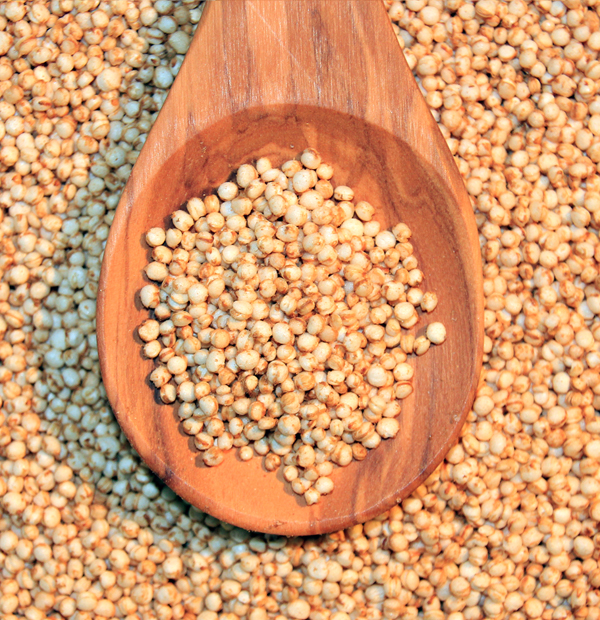
Gepuffte Quinoa

#### Geschredderte Flocken bzw. Zerealien

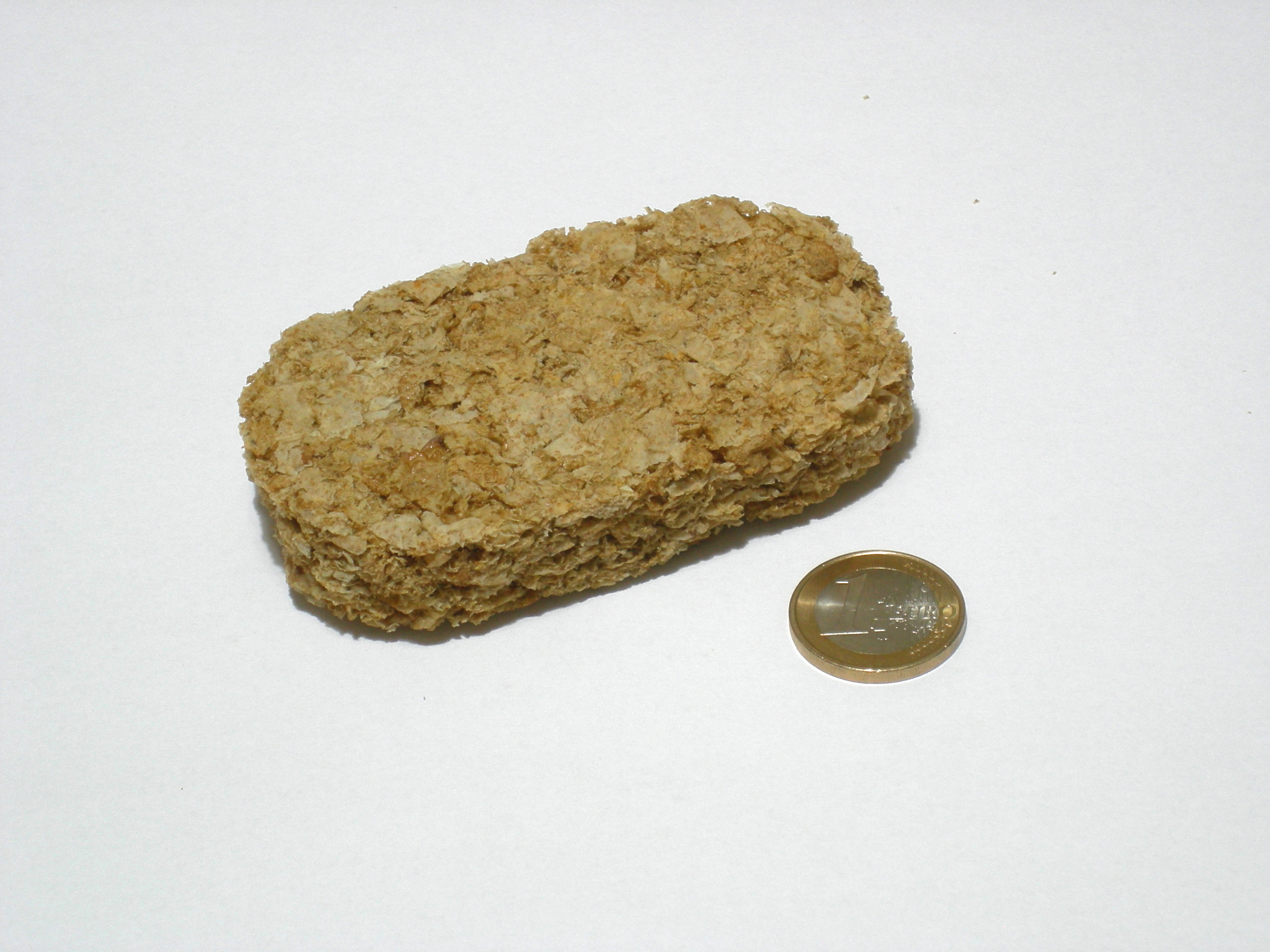
Weetabix

- Weetabix

### Weitere Zutaten
Neben Getreide enthalten viele Produkte Glukosesirup, Kakao sowie Lebensmittelzusatzstoffe, wie Vitamine, Lebensmittelfarbstoffe, Aromen. Müslis enthalten meist zusätzlich Trockenobst und Nüsse.

## Hersteller
- DE-VAU-GE – Hersteller für Eigenmarken (Lüneburg & Tangermünde)
- Wurzener Nahrungsmittel GmbH (Wurzen)
- Dr. Oetker GmbH (Bielefeld)
- Peter Kölln (Elmshorn)
- H. & J. Brüggen (Lübeck)
- Kellogg Company (USA)
- Nestlé (Hauptsitz Schweiz)
- Mondelēz International (Hauptsitz USA)
- General Mills (USA)